# Fjällgrönelav
Fjällgrönelav (Lecidea diapensiae) är en lavart som beskrevs av Theodor 'Thore' Magnus Fries. Fjällgrönelav ingår i släktet Lecidea, och familjen Lecideaceae. Enligt den finländska rödlistan är arten otillräckligt studerad i Finland. Arten är reproducerande i Sverige. Artens livsmiljö är fjällhedar.